# Auerbach (Monti Metalliferi)
Auerbach è un comune di 2 357 abitanti della Sassonia, in Germania.
Appartiene al circondario dei Monti Metalliferi (targa ERZ) ed è parte della comunità amministrativa (Verwaltungsgemeinschaft) di Auerbach-Burkhardtsdorf-Gornsdorf.